# Tafelmusik
Als Tafelmusik wurde im 16. und 17. Jahrhundert Hintergrundmusik für Feste, Bankette und ähnliche Gelegenheiten bezeichnet. Der Begriff wurde entsprechend auch für Partituren bezeichnet, die zu diesem Zweck geschrieben waren. Tafelmusik konnte instrumental oder vokal sein; aus naheliegenden Gründen war sie oft etwas leichter als Musik für andere Gelegenheiten.
Unter den bekanntesten Komponisten derartiger Werke befinden sich Johann Hermann Schein, dessen Banchetto musicale 1617 entstand und schnell berühmt wurde, sowie Michael Praetorius, der 1619 sich in seinem Syntagma musicum auch theoretisch damit auseinandersetzte. Scheins Sammlung wird auch heute noch gerne von Ensembles für Alte Musik verwendet. Ähnliche Titel für Musik der gleichen Verwendung waren Musikalisches Tafelkonfekt, Tafeldienst, Mensa sonora, Encaenia Musices, Mensa Harmonica, Musikalische Tafelbedienung, Musique pour les soupers du Roi oder Musical Banquet.
Das allgemein bekannteste Beispiel ist die Tafelmusik von Georg Philipp Telemann (1733). Auch sie zeigt die Fähigkeit des Komponisten, die unterschiedlichsten Genres und Instrumente zu beherrschen. Gleichzeitig stellt dieses Werk in gewisser Weise einen Schlusspunkt der Entwicklung dar: Im 18. Jahrhundert wurde derartige Musik dann meistens (nicht immer!) als Divertimento bezeichnet.
Ein konkretes Beispiel, das zugleich Zeugnis für das Entstehen und jahrhundertelange Nachwirken der Gattung gibt, ist die berühmte Tafelmusik, mit der Wolfgang Amadeus Mozart in seiner 1787 entstandenen Oper Don Giovanni das abschließende Gastmahl des Titelhelden einleitet und sich dabei mit einem kurzen Ausschnitt aus Figaros Hochzeit selbst zitiert. Mozarts Tafelmusik wird – wie auch die meisten Divertimenti – von einem Ensemble von Holzbläsern gespielt.
Als Gegenreaktion auf die Romantik entstand im 20. Jahrhundert der Begriff Gebrauchsmusik. Komponisten wie Eric Satie (Musique d’ameublement), Paul Hindemith (Plöner Musiktag) und andere bezogen sich – aus unterschiedlichen Gründen – auf die Tradition, Musik zur Begleitung außermusikalischer Ereignisse zu schreiben. Einen späten Reflex stellt auch Musique pour le Souper du Roi Ubu von Bernd Alois Zimmermann dar.